# Utinga
Utinga là một đô thị thuộc bang Bahia, Brasil. Đô thị này có diện tích 717,344 km², dân số năm 2007 là 16773 người, mật độ 23,4 người/km².